# Скляренко, Семён Дмитриевич
Семён Дми́триевич Скляре́нко (укр. Скляренко Семен Дмитрович; 1901—1962) — украинский советский писатель, автор исторических романов. Член КПСС с 1962 года.

## Биография
Родился 13 (26 сентября) 1901 года в селе Калеберда (ныне Прохоровка, Каневский район, Черкасская область, Украина). Окончил Прохоровскую сельскую школу, а в 1919 году гимназию в городе Золотоноша. В начале своей трудовой деятельности работал в родном селе, затем заведовал районным отделом народного просвещения. В начале 1920-х учительствовал. С 1923 года служил в РККА. Впоследствии на редакционной работе. С конца 1924 года поселился в Егорьевске (Московская область), где заведовал клубом, культотделом совета профсоюзов. С 1927 года жил в Киеве.

## Творчество
Литературную деятельность начал в 1918 году. В первых прозаических произведениях («Тихая пристань», 1929; «Матрос Исай», 1930) воссоздал события гражданской войны на украинской земле. В книгах очерков «Три республики» (1930), «Водники-ударники» (1931), романах и повестях «Бурун» (1932), «Ошибка» (1933), «Страх» (1935), «Пролог» (1936) писатель обратился к решению сложных нравственно-психологических проблем того времени. В трилогии о гражданской войне «Путь на Киев» (романы «Путь на Киев», 1937; «Николай Щорс», 1939, «Польский фронт», 1940) писатель, руководствуясь постулатами соцреализма, создал широкое эпическое полотно исторических событий на Украине.
В военные и послевоенные годы работал в армейской и фронтовой печати, печатал очерки и рассказы на военную тематику («Украина зовёт», 1943; «Рапорт», 1945; «Орлиные крылья», 1948). Был дважды контужен на Донбассе и подо Львовом.
В 1954 году вышел роман С. Скляренко «Карпаты».
Намерение написать трилогию о становлении древнерусского Киевского государства в X—XI веках было реализовано частично: написаны и изданы только две книги: «Святослав» (1959) и «Владимир» (1962). В двух книгах романа «Святослав» — «Княгиня и рабыня» и «Над морем Русским» — писатель на основе летописных и фольклорных материалов изобразил князя Святослава Игоревича и его окружение на фоне тогдашней эпохи. Смерть не позволила автору закончить начатое дело — написать роман о Ярославе Мудром.
Умер 7 марта 1962 года. Похоронен в Киеве на Байковом кладбище.

## Награды
- орден Отечественной войны I степени (02.10.1943)
- орден Красной Звезды (06.11.1947; был представлен к ордену Отечественной войны I степени)
- орден «Знак Почёта» (24.11.1960)
- медали

## Память
На доме в Киеве по ул. Красноармейской № 6, где жил писатель, установлена мемориальная доска.
В 1973 году в Киеве в его честь названа улица. В Золотоноше его имя носит местная гимназия.